# Anna Ottendorfer

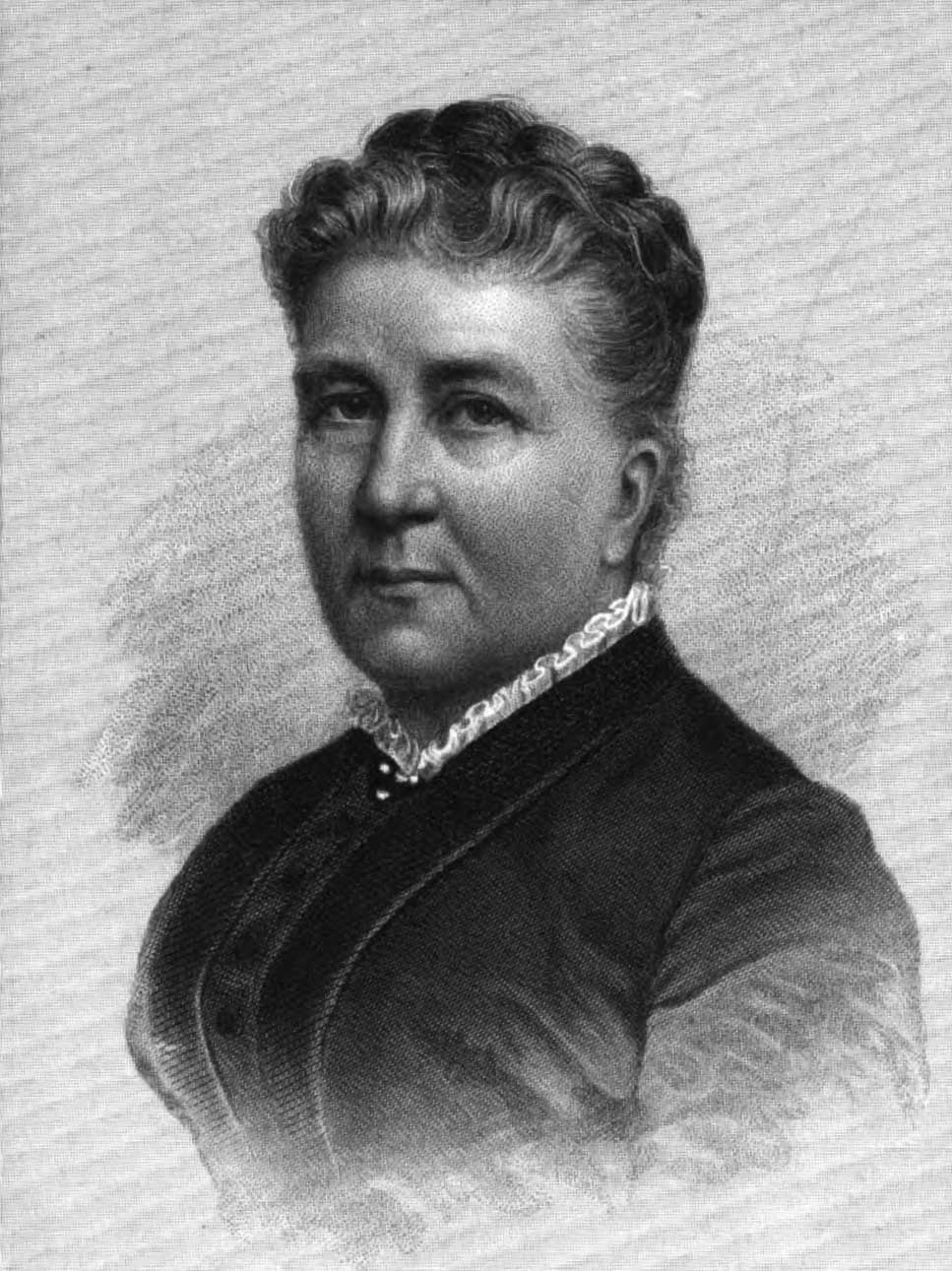
Anna Ottendorfer

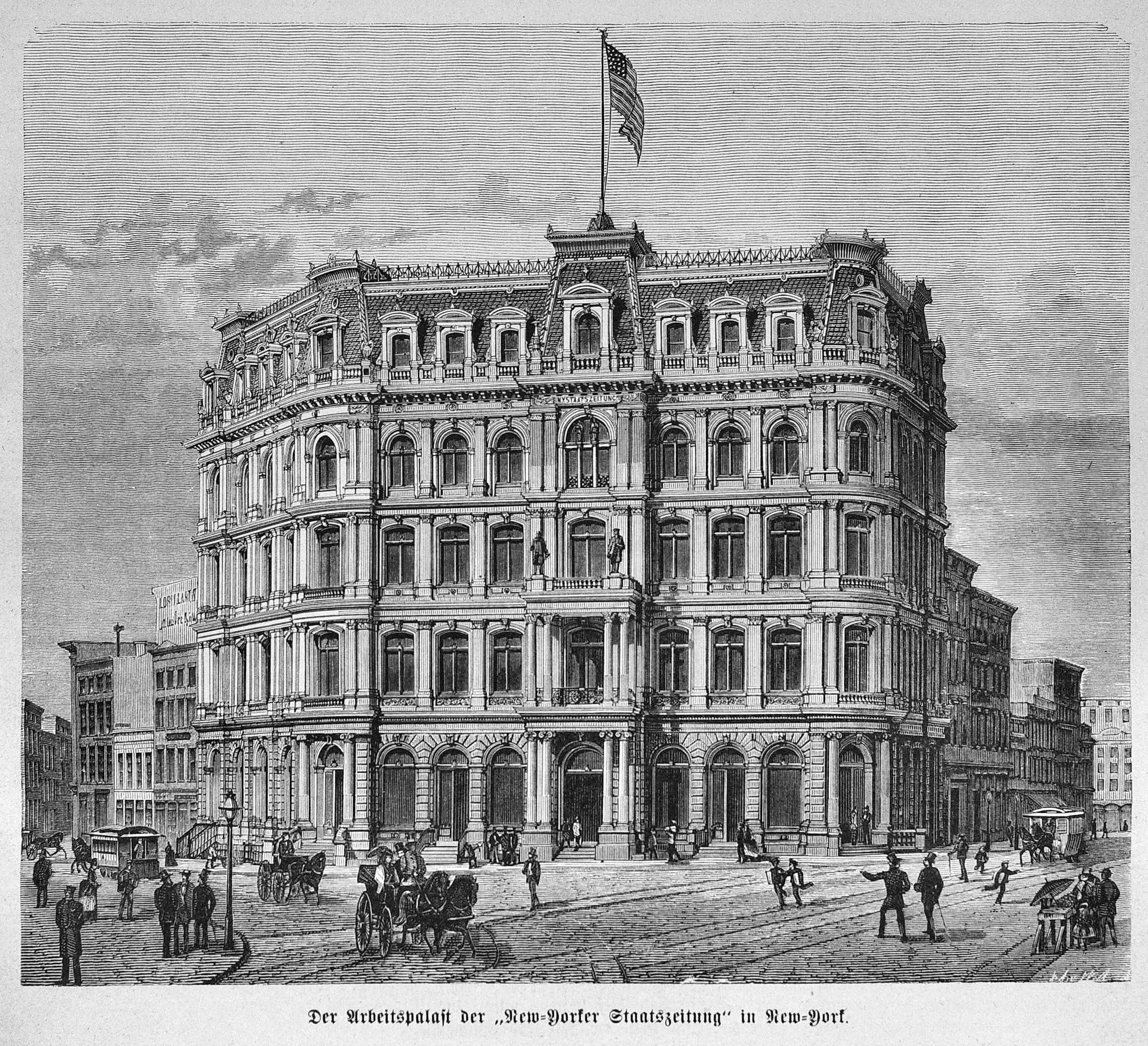
Gebäude der New Yorker Staats-Zeitung (1875)

Anna Ottendorfer, geb. Behr, verw. Uhl (* 13. Februar 1815 in Würzburg; † 1. April 1884 in New York City) war eine deutsch-amerikanische Verlegerin und Philanthropin.

## Leben
Anna wurde in Würzburg geboren als Tochter von Eduard Behr, eines Ladenbesitzers von bescheidener Herkunft. Von der Zeit vor ihrer Ankunft in Amerika ist nichts bekannt. Sie kam 1837 nach Amerika, wo sie zu ihrem Bruder auf einen Bauernhof in Niagara County, New York, zog. Ein Jahr später heiratete sie den Drucker Jacob Uhl (* 1806 in Würzburg). (Uhl hatte an einem Aufstand für die Demokratie 1833 in Frankfurt teilgenommen und war dafür ins Gefängnis gekommen. 1835 war er deshalb nach New York ausgewandert.) 1844 hatten sie in New York eine Druckerei gekauft, zusammen mit dem Vertrag, die „New Yorker Staats-Zeitung“ zu drucken, die einmal wöchentlich erschien. Ein Jahr später kauften sie auch die Zeitung. Anna Uhl teilte sich mit ihrem Mann die Redaktionsleitung, übernahm das Geschäftliche und half sogar beim Schriftsetzen und Drucken der Zeitung. Sie waren sehr erfolgreich, so dass die Zeitung auch in anderen Gemeinden mit größerem Anteil an Deutschen erschien. Von der 3 × wöchentlichen Ausgabe erschien sie ab 1849 täglich. Uhl unterstützte die Deutsche Revolution 1848/49 in seiner Zeitung und rief zu Spenden auf. Als ihr Ehemann 1852 verstarb, war Anna in der Lage, die Zeitung allein weiterzuführen, und konnte alle Kaufangebote ablehnen.
Das 5-stöckige, im Victorianischen Stil gebaute Gebäude der Staats-Zeitung befand sich am „Printer's Square“ in der Park Row, in unmittelbarer Nachbarschaft der anderen großen New Yorker Zeitungen.
Sie heiratete dann 1859 den Redaktions-Mitarbeiter Valentin Oswald Ottendorfer und gemeinsam machten sie die Staatszeitung zu einer der angesehensten Zeitungen der Vereinigten Staaten, deren Auflage in den 1870er Jahren mit denen der englischsprachigen New York Tribune und New York Times vergleichbar war.
Als 1879 die Zeitung in eine Aktiengesellschaft umgewandelt wurde, veranlasste Anna, dass die Mitarbeiter der „Staats“ durch eine 10 % Dividende beteiligt wurden. Später wurde diese sogar auf 15 % erhöht.
Dadurch gelangte Anna Ottendorfer zu großem Reichtum, den sie für wohltätige Zwecke einsetzte. So gab sie 1875 für den Bau eines Altenheimes für deutschstämmige Frauen in Astoria auf Long Island $100,000, das sie nach ihrer mit 26 Jahren verstorbenen Tochter Isabella benannte. Mit einem weiteren Geschenk von $35,000 wurde 1881 der Hermann Uhl Memorial fund eingerichtet, benannt nach ihrem 1881 verstorbenen Sohn, zur Unterstützung der deutschen Sprache an amerikanischen Schulen, hauptsächlich durch das German-American Teachers’ College in Milwaukee, Wisconsin.
Dank ihrer Spende von $100,000 konnte das „German Hospital of New York City“ 1882 einen neuen Pavillon für Frauen in der Seventy-seventh Street und Fourth Avenue eröffnen, und 1884 ein Leseraum. Kurz vor ihrem Tod wurde ein neues Gebäude für eine deutsche Krankenhaus-Apotheke, eine Zweigstelle des German Hospital für die Versorgung von Tagespatienten an der Ninth Street und Second Avenue fertig gestellt für noch einmal den gleichen Betrag. Mit kleineren Beträgen bedachte sie andere Einrichtungen in Brooklyn, New York, in Newark, New Jersey und anderswo. In ihrem Testament vermachte sie noch einmal verschiedenen Deutsch-Amerikanischen Einrichtungen insgesamt 250,000 $, sowie 25,000 $, die unter den Beschäftigten der „Staats Zeitung“ zu verteilen waren.
1883 bekam Anna von der deutschen Kaiserin eine Goldmedaille als Dank für die großzügige Spende, die sie den Flutopfern von 1882 und 1883 übersandt hatte.
Anna hatte mit ihrem ersten Mann Jacob Uhl sechs Kinder, von denen zwei vor ihr starben:
- Emma Uhl (* 1841; † 1. November 1902 in Freiburg im Breisgau) ⚭ Brauereiunternehmer Adolf Schalk (* 1826)
- Hermann Uhl (* 8. März 1842 in New York City; † 13. Februar 1881 ebenda)
- Edward Uhl (* 12. Oktober 1843 in New York City; † 1. August 1906 ebenda), führte den Zeitungs-Verlag weiter
- Isabelle Uhl (* 1. März 1847; † 19. März 1873)
- Mathilde Uhl (* 31. Juli 1848 in New York City; † 4. Juni 1937 in Wien) ⚭ Friedrich Eduard von Riedl-Riedenstein (1832–1905)
- Anna Uhl (* 31. März 1850; † 28. August 1931) ⚭ Charles Frederick Woerishoffer (1844–1886)

Die Ehe mit Oswald Ottendorfer blieb kinderlos.
Anna Ottendorfer starb in ihrem Haus in der East Seventeenth Street in New York City. Ihre Beerdigung wurde von der the New York Times als die größte, die jemals für eine Frau in New York City abgehalten wurde, gewürdigt. Die Flagge des Rathauses wehte auf halbmast und über 200 Kutschen fuhren in der Prozession. Begraben wurde Anna Ottendorfer auf dem Green-Wood Cemetery in Brooklyn (Lot 4670, Section 91). Carl Schurz hielt die Grabrede.
Der Kunstsammler und Kunsthistoriker Antoine Seilern und Aspang war ein Enkel ihrer jüngsten Tochter Anna.